# Rosa Linn
Rosza Kosztandján, (örményül: Ռոզա Կոստանդյան, művésznevén: Rosa Linn, Vanadzor 2000. május 20. –) örmény énekesnő, dalszerző és producer. Ő képviselte Örményországot a 2022-es Eurovíziós Dalfesztiválon Torinóban a Snap című dallal.

## Pályafutása
2013-ban szerepelt az örmény junior eurovíziós nemzeti döntőben Gitem című dalával.
2021-ben Kiiara, amerikai énekesnővel közös dalt adott ki King címmel. 2022. március 11-én az Örmény Közszolgálati Televízió bejelentette, hogy őt választották ki, hogy képviselje Örményországot a következő Eurovíziós Dalfesztiválon. Versenydala március 19-én jelent meg.
Az Eurovíziós Dalfesztiválon a dalt először a május 10-én rendezett első elődöntőben adta elő. A dal ötödik helyezettként továbbjutott az elődöntőből a május 14-i döntőbe, ezzel Örményország 2017 óta először lett döntős. A szavazás során a zsűri szavazáson összesítésben tizenhatodik helyen végzett 40 ponttal, míg a nézői szavazáson tizenhetedik helyen végezett 21 ponttal, így összesítésben 61 ponttal a verseny huszadik helyezettje lett. A versenyt követően dala elterjedt a TikTokon, és számos ország nemzeti toplistájára felkerült. Augusztusban a Columbia Records lemezkiadóval kötött szerződést. November elején Amerikába utazott és a James Corden által vezetett The Late Late Show-ban adta elő a dalt. December 11-én az Örményországban megrendezett Junior Eurovíziós Dalfesztiválon meghívott előadóként énekelte el a dalát, örmény áthangszereléssel. Érdekesség, hogy ő volt a verseny hivatalos főcímdalának, a Spin The Magic-nek a társszerzője. 2023 júniusában és júliusában Ed Sheeren +–=÷x turnéjának előénekese volt. 2024 márciusában megjelent Universe című dala.

## Diszkográfia

### Középlemezek
- Lay Your Hands Upon My Heart (2023)

### Kislemezek
| 2013                                                                  | Gitem                                                       | —  | —  | — | — | — | — | — | — | —  | —  | — | Nem jelentek meg albumon     |
| 2021                                                                  | King (Kiiara közreműködésével)                              | —  | —  | — | — | — | — | — | — | —  | —  | — | Nem jelentek meg albumon     |
| 2022                                                                  | Snap                                                        | 20 | 29 | 8 | 6 | 6 | 4 | 8 | 8 | 21 | 67 | - UK: Arany - GER: Platina - ITA: 3× Platina - SWE: Platina - NOR: 2× Platina - CAN: Arany - USA: Arany | Lay Your Hands Upon My Heart |
| 2022                                                                  | WDIA (Would Do It Again) (Duncan Laurence közreműködésével) | —  | —  | — | — | — | — | — | — | —  | —  | — | Nem jelent meg albumon       |
| 2023                                                                  | Never Be Mine                                               | —  | —  | — | — | — | — | — | — | —  | —  | — | Lay Your Hands Upon My Heart |
| 2023                                                                  | Hallelujah                                                  | —  | —  | — | — | — | — | — | — | —  | —  | — | Lay Your Hands Upon My Heart |
| 2024                                                                  | Universe                                                    | —  | —  | — | — | — | — | — | — | —  | —  | — | Nem jelentek meg albumon     |
| "—" Nem került fel a slágerlistára, vagy nem jelent meg az országban. |                                                             |    |    |   |   |   |   |   |   |    |    | |                              |

## Díjak és jelölések
| Év   | Díj              | Kategória      | Jelölt / munka | Eredmény |
| ---- | ---------------- | -------------- | -------------- | -------- |
| 2022 | BreakTudo Awards | Az év himnusza | Snap           | Jelölve  |